# Wojtek Mateja
Wojciech (Wojtek) Mateja (ur. ? – zm. 1875 w Nowym Wiśniczu) – postać historyczna, „ostatni tatrzański” zbójnik grasujący w XIX wieku na terenie Tatr i Podhala.

## Życiorys
Wojciech Mateja pochodził z Zakopanego lub Czerwiennego. Jak większość zbójników tego czasu napadał na karczmy oraz kupców, grabił baców z mięsa i oscypków oraz urządzał hulanki i pijatyki. Podczas uprawiania swojego zbójnickiego procederu ukrywał się w Tatrach, m.in. w Dolinie ku Dziurze, gdzie, blisko lasu (by ułatwić ucieczkę), stała jego chałupa. Zrabowane kosztowności miał ukrywać w pobliskiej jaskini Dziura. Znany był jego konflikt z ks. Józefem Stolarczykiem, zakopiańskim proboszczem, który napominał zbójnika, mówiąc: A ja ci, Wojtuś powiadam, że kto chodzi poza bucki [na rozbój], zwykle na bukowej gałęzi kończy, a za twoją duszę ja odpowiadam przed Bogiem, przestań głupiej roboty, bo przyjdę do ciebie z bukową palicą i złoję skórę tak, że ci się musi rozboju odechcieć.. Wypominał on także Matei nieślubny związek z Katarzyną (Kacką) od Toporów oraz ganił chłopów za picie przed mszą; podczas jednej z takich interwencji w karczmie zbójnik wyrzucił z niej księdza.

Schwytany Wojciech Mateja został skazany na karę 10 lat więzienia. Zmarł w 1875 roku, osadzony w więzieniu w Nowym Wiśniczu. Po jego śmierci o jego kochankę Kackę krwawe bójki toczyli zakopiańscy młodzieńcy.
Postać zbójnika przywołuje Tadeusz Malicki w opowiadaniu pt. Wojtek Mateja (zbiór Ludzie z gór, Warszawa, 1939) jako chciwego przestępcy, zdobywającego zabójstwem korale dla ukochanej. Występuje też w trylogii Ród Gąsieniców Józefa Kapeniaka.